# World Series of Poker 2004
2004 års World Series of Poker (WSOP) pokerturnering hölls vid Binion's Horseshoe efter att Harrah's Entertainment köpt kasinot och rättigheterna till turneringen i januari. Harrah's informerade senare om att kommande WSOP-tävlingar kommer att turnera runt om bland de olika kasinona, tillika medlemmar i Harrah's Entertainment.

## Inledande event
| Event                                | Vinnare            | Pris (USD)            | Tvåa                  |
| ------------------------------------ | ------------------ | --------------------- | --------------------- |
| $500 Casino Employee's Limit Hold'em | Carl Nessel        | $40 000               | Cory Pocket           |
| $2 000 No Limit Hold'em              | James Vogl         | $400 000              | Shawn Rice            |
| $1 500 Seven Card Stud               | Ted Forrest        | $111 440              | Chad Brown            |
| $1 500 Limit Hold-em                 | Aaron Katz         | $234 940              | Richard Gardner-Brown |
| $1 500 Omaha Hi-Lo Split             | Curtis Bibb        | $160 000              | Paul Phillips         |
| $1 500 Pot Limit Hold'Em             | Minh Nguyen        | $155 420              | Lorne Persons         |
| $1 000 No-Limit Hold'Em              | Gerry Drehobl      | $365 900              | John Juanda           |
| $2 000 Pot Limit Omaha               | Chau Giang         | $187 920              | Robert Williamson III |
| $1 500 No Limit Hold 'Em             | Scott Fischman     | $300 000              | Joe Awada             |
| $2 000 Seven Card Stud Hi-Lo Split   | Cyndy Violette     | $135 900              | Pete Kaufman          |
| $2 500 Limit Hold'Em                 | Eli Balas          | $174 440              | Steve Shkolnik        |
| $2 000 H.O.R.S.E.                    | Scott Fischman     | $100 200              | John Cover            |
| $5 000 No Limit Hold'Em              | Thomas Keller      | $382 020              | Martin De Knijff      |
| $1 500 Seven Card Stud Hi-Lo Split   | Hasan Habib        | $93 060               | Tommy Polk            |
| $2 000 Limit Hold' Em                | Daniel Negreanu    | $169 100              | Chris Hinchcliffe     |
| $5 000 No-Limit Deuce to Seven Draw  | Barry Greenstein   | $296 200              | Chris Ferguson        |
| $1 500 Limit Hold 'Em Shootout       | Kathy Liebert      | $110 180              | Kevin Song            |
| $1 500 No-Limit Hold 'Em Shootout    | Phi Nguyen         | $180 000              | Kirill Gerasimov      |
| $2 000 Omaha Hi-Lo Split             | Annie Duke         | $137 860              | Ron Graham            |
| $1 000 Ladies Limit Hold 'Em         | Crystal Doan       | $58 530               | Millie Shiu           |
| $2 000 Pot Limit Hold 'Em            | Antonio Esfandiari | $58 530               | Phi Nguyen            |
| $5 000 Omaha Hi-Lo Split             | Brett Jungblut     | $187 720              | John Cernuto          |
| $1 500 No Limit Hold'em              | Ted Forrest        | $300 300              | Susan Pritchett       |
| $5 000 Seven Card Stud               | Joe Awada          | $221 000              | Marcel Lüske          |
| $3 000 Pot Limit Hold'Em             | Gavin Griffin      | $270 420              | Garry Bush            |
| $1 500 Seven Card Razz               | T. J. Cloutier     | $90 500               | Russ Boyd             |
| $1 000 Deuce to Seven Triple Draw    | Farzad Bonyadi     | $86 980               | Trung Ly              |
| $1 000 Seniors No-Limit Hold'em      | Gary Gibbs         | $136 960              | Carl McKelvey         |
| $5 000 Limit Hold 'Em                | John Hennigan      | $325 360              | An Tran               |
| $3 000 No-Limit Hold'em              | Mike Sica          | $503 160              | John Kabbaj           |
| $5 000 Pot Limit Omaha               | Ted Lawson         | $500 000              | Lee Watkinson         |
| $1 500 A-5 Draw Lowball              | Norm Ketchum       | $84 500               | Barry Greenstein      |
| Media Charity Event                  | Michael Kaplan     | $10 000 (välgörenhet) |                       |

## Main Event
2 576 stycken deltog i Main Event. Varje deltagare betalade $10 000 för att delta i vad som då var den största pokerturneringen någonsin. Många deltagare, inklusive annat vinnaren, hade kvalat in via nätpoker.

### Finalbordet
| Placering | Namn              | Pris       |
| --------- | ----------------- | ---------- |
| 1         | Greg Raymer       | $5 000 000 |
| 2         | David Williams    | $3 500 000 |
| 3         | Josh Arieh        | $2 500 000 |
| 4         | Dan Harrington    | $1 500 000 |
| 5         | Glenn Hughes      | $1 100 000 |
| 6         | Al Krux           | $800 000   |
| 7         | Matt Dean         | $675 000   |
| 8         | Mattias Andersson | $575 000   |
| 9         | Michael McClain   | $470 400   |